# پی‌وی تلسکوپ
پی‌وی تلسکوپ یک ستاره است که در صورت فلکی تلسکوپ قرار دارد.